# Postgeschichte und Briefmarken von Danzig
Die Postgeschichte von Danzig bildet ein eigenes philatelistisches Gebiet. Dieses eigenständige Sammelgebiet hat sich insbesondere aufgrund der Unterstellung der Stadt Danzig und deren Umgebung unter den Völkerbund im Ergebnis des Ersten Weltkriegs und der Ausgabe eigener Briefmarken von 1920 bis 1939 herausgebildet und umfasst auch den Zeitraum vor 1920 sowie die vorphilatelistische Ära.
Bereits seit 1936 besteht die in Danzig gegründete Arge Danzig (seit 1991 als eingetragener Verein), eine vom Bund Deutscher Philatelisten geförderte Arbeitsgemeinschaft zur Pflege und Erforschung der Danzig-Philatelie.

## Frühe Postgeschichte
Nach der zweiten polnischen Teilung (1793) wurde Danzig preußisch und es wurde ein preußisches Postamt eingerichtet. Mit der Niederlage Preußens gegen Napoleon wurde Danzig erstmals „Freie Stadt“ unter dem französischen Gouverneur Jean Rapp und erhielt eine französische Post. Nach dem Wiener Kongress kam Danzig wieder zu Preußen, und auch der Postbetrieb wurde wieder preußisch.

## Postgeschichte der preußischen Stadt Danzig bis 1920
Zu Beginn des 19. Jahrhunderts war es in Preußen üblich, Barfrankatur mit Tagesstempel zur Frankatur zu verwenden. 1850 wurden in Preußen die ersten Briefmarken eingeführt. Nach der Gründung des Norddeutschen Bundes wurde 1868 ein Norddeutscher Postbezirk eingerichtet, dessen Briefmarken in allen Mitgliedsstaaten gleichermaßen verwendet wurden. Nach der Gründung des Deutschen Reiches im Jahre 1871 übernahm die Deutsche Reichspost, die ab 1872 Briefmarken emittierte, bis 1920 den Postdienst in Danzig. Kurz nach der Reichsgründung wurde eine Oberpostdirektion (OPD) in Danzig eingerichtet. Danzig war im Deutschen Reich eine wichtige Telegrafenstation. 1894 wurde ein Telegrafenamt eingerichtet und hatte sofort einen Tagesstempel. Am 1. Januar 1909 wurde in Danzig ein Scheckamt eröffnet, welches bald in Postscheckamt umbenannt wurde. Schon 1914 gab es im Postamt 5 in Danzig eine Auslandsstelle – im Ersten Weltkrieg gab es diverse Zensurmerkmale. Maschinenstempeleinsatz ist seit dem 9. Januar 1918 bekannt.

## Postgeschichte der Freien Stadt Danzig (1920–1939)

### Die Post der Freien Stadt Danzig
Die Stadt Danzig und deren Umgebung wurden am 10. Januar 1920 mit Inkrafttreten des Versailler Vertrages in einen dem Völkerbund unterstellten Staat umgewandelt, vertreten durch seinen Hochkommissar mit Sitz in Danzig. Der Name des Staates lautete Freie Stadt Danzig.
Postalisch verblieb Danzig zunächst im Deutschen Reich. Es gab zunächst keine neuen Briefmarken und sogar die Portoerhöhung im Deutschen Reich wurde am 6. Mai 1920 komplett übernommen. Erst am 14. Juni 1920, dem Tag der Eröffnung der Verfassunggebenden Versammlung, die am 16. Mai 1920 gewählt worden war, wurden durch die Reichspostdirektion Danzig erste eigene Marken verausgabt. Ab dem 16. Juni 1920 regelte die Post- und Telegraphenverwaltung Danzig (kurz PTV) die Herausgabe von Briefmarken. Bis einschließlich 19. Juli 1920 war die Verwendung der deutschen Marken als „Mitläufer“ noch gestattet. Ab dem 20. Juli 1920 galten im Staatsgebiet nur noch die Danziger Briefmarken. Allerdings galten auswärtige Marken aller Mitglieder des Weltpostvereins, dem man am 1. Oktober 1920 beitrat, sofern sie als Zusatzfrankatur auf „Antwortkarten“ verklebt waren.
Am 24. Dezember 1920 wurde der Ort Pröbbernau auf der Frischen Nehrung wieder dem Deutschen Reich übergeben. Die Danziger Briefmarken wurden allerdings nicht sofort für postungültig erklärt, sondern es wurde seitens der Deutschen Reichspost erlaubt, sie bis zum 31. März 1921 aufzubrauchen. Weil nur wenige Marken mit Abstempelungen des kleinen Ortes aus dieser Zeit bekannt sind, sind sie heute relativ wertvoll.
Die Stadt Marienburg wurde geographisch durch den Weichselnebenfluss Nogat und seit 1920 auch staatsrechtlich geteilt. Der Stadtteil Kalthof gehörte nun zum Freistaat, andere Stadtteile zum Deutschen Reich. Der im Juni 1893 eingerichteten Postagentur war bereits 1915 der Tagesstempel „KALTHOF“ entzogen und ersetzt worden durch einen mit der Inschrift „MARIENBURG (WESTPR.) 3“. Dieser wurde auch am 10. Januar 1920 zunächst übernommen und erst im Herbst 1920 geändert. Zwischen dem 8. und 13. Oktober 1920 wurde der Stempel gegen einen mit der Inschrift „KALTHOF (FREISTADT DANZIG)“ ausgetauscht. Seit dem 5. Januar 1921 gibt es eine Variante „KALTHOF (FREIE STADT DANZIG)“. Beide Stempel wurden bis Anfang September 1939 verwendet.
Im Mai 1920 wurde in Ließau eine Postagentur eingerichtet, die den Stempel „LIESSAU (WEICHSEL)“ noch bis Ende November 1921 verwendete. Die Einführung des neuen Stempels „LIESSAU (FREIE STADT DANZIG)“ geschah wohl am 13. Januar 1922.
Als Ersatz für das Postscheckamt in Danzig wurde am 1. Oktober 1919 eines in Stettin eröffnet. Da die Kontoauszüge nunmehr ins Ausland gingen, wurden auf die Briefe kursierende Freimarken verklebt. Frühester bekannter Einsatztag eines Tagesstempels „DANZIG "SCH.A."“ war der 19. Juni 1920 – also noch in der „Mitläuferzeit“. Bis zum 3. April 1945 sind Stempelabschläge nachweisbar. Dies ist möglich, da das Postscheckamt ab 26. Januar 1945 zuerst nach Köslin, dann sogar nach Berlin verlegt wurde.
Auf dem Troyl wurde 1920 das „Wanderlager“ für Auswanderungswillige eingerichtet, das einen Tagesstempel „DANZIG - WANDERLAGER TROYL“ nutzte. Eine Postagentur im Lager eröffnete am 6. August 1920 und wurde am 31. August 1921 wieder geschlossen. Marken, die handschriftlich mit „TROYL“ entwertet sind, stammen von leider zerlegten R-Briefen. Ab 1921 hatte man im Postamt 5 einen Tagesstempel „DANZIG 5 AUSLAND“.
In den nächsten Jahren wurden einige unprofitable Postämter geschlossen, so am 30. Juni 1921 das in Rambeltsch. Am 30. September 1922 wurde das Postamt Kleinmontau nach Mielenz verlegt. Am 11. Januar 1922 war es noch mit dem neuen Tagesstempel „KLEINMONTAU (FSD)“ ausgerüstet worden. Planmäßig am 1. Oktober 1922 nahm man dann den Betrieb in der Postagentur Mielenz auf. Der letzte bekannte Stempeltag ist der 17. Januar 1945. Am 28. März 1923 schloss man die Postagentur Groß-Plehnendorf, die permanent den ihr 1909 zugeteilten Stempel nutzte, ein „FSD“-Stempel wurde nicht beschafft. Die seit 1890 bestehende Postagentur Trutenau bekam noch im Mai 1922 einen „FSD“-Stempel; man schloss sie am 30. November 1923. Im Danziger Stadtgebiet wurde das Postamt Nr. 3 am 16. September 1923 geschlossen und erst am 14. Februar 1930 wieder eröffnet.

### Die Briefmarken der Freien Stadt Danzig

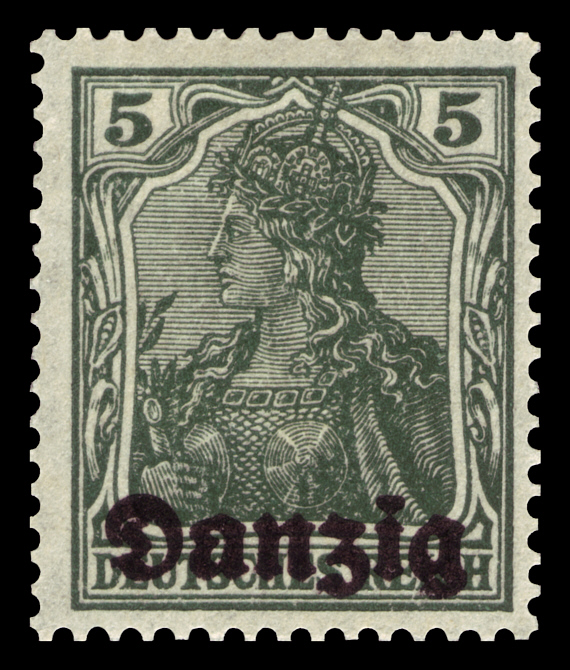
Briefmarke vom Erstausgabetag 14. Juni 1920

Die ersten Danziger Briefmarken waren Briefmarken des Deutschen Reiches, bei denen der Schriftzug „Deutsches Reich“ mit DANZIG überdruckt wurde. Etwas später wurden noch im Freistaatgebiet bei den Poststellen vorgefundene Germania-Marken des Deutschen Reichs mit schrägem blauschwarzem oder bordeauxrotem Aufdruck „Danzig“ überdruckt.

#### Die Sternprovisorien
Es zeigte sich schon gegen Ende Juli 1920, dass die 10-Pfennig-Marke langsam zur Neige ging. In der Druckerei Sauer ließ man die erschienene 20-Pfennig-Marke mit Sternen über den Wertziffern und einer großen 10 in rot überdrucken. Ungefähr 3,9 Millionen Marken sollten längere Zeit reichen. Auch von der 30-Pfennig-Marke gab es ungenutzte Bestände, die mit grünem Aufdruck zu 25-Pfennig-Werten gemacht wurden (Auflage ca. 2,3 Millionen Marken).
Es erschienen im November 1920 drei „Sternprovisorien“: Am 1. November 1920 ein Wert in blauer Farbe des Aufdrucks einer 5 auf eine 30-Reichspfennig-Marke der ersten Ausgabe, am 20. November 1920 zwei Aufdruckwerte auf diese 30-Pfennig-Marke der ersten Ausgabe: 60 mit einem rötlichbraunen Aufdruck mit de facto am Schalter verkauften Doppeldrucken sowie ein Wert mit einer aufgedruckten blauen 80.

#### Schrägdrucke

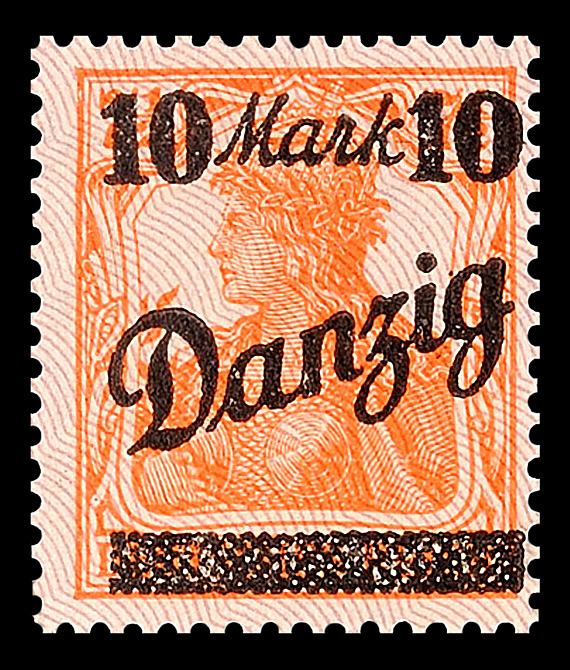
Briefmarke aus dem Jahr 1920, ursprünglich 7,5 Pfennig

Da die Reichspost die ab 19. Juli 1920 im Freistaatgebiet ungültigen Marken nicht zurücknahm, wurden gefällige Aufdruckformen des Schriftzugs „Danzig“ in Schreibschrift beschafft. Am 20. August erschienen die ersten Werte: Germania-Marken mit Aufdruck Danzig und überbalkter Inschrift „Deutsches Reich“. Es sind die Werte zu 5, 15, 20, 25 und 75 Pfennig. Auch an diesem Tag wurden sechs Marken mit nennwerterhöhenden Aufdrucken auf die Marken Deutsches Reich ausgegeben. Für die mit ausgegebene Eine-Mark-Marke verwendete man allerdings die bereits am 14. Juni 1920 erschienene Danzig zu 30 Pfennig. Vor diesen Aufdrucken brachte man in einem separaten Druckgang einen hell(grün)grauen Netzunterdruck an – und diesen in verschiedenen Stellungen. Beim folgenden Aufdruck der neuen Nennwerte kam es natürlich auch zu Fehldrucken – meistens wegen schlechtem Druckmaterial, weniger durch Absicht. Diese Marken wurden hauptsächlich zur Frankatur von Paketkarten benötigt, daher sind relativ hässliche Entwertungen häufig.

#### Spekulationen

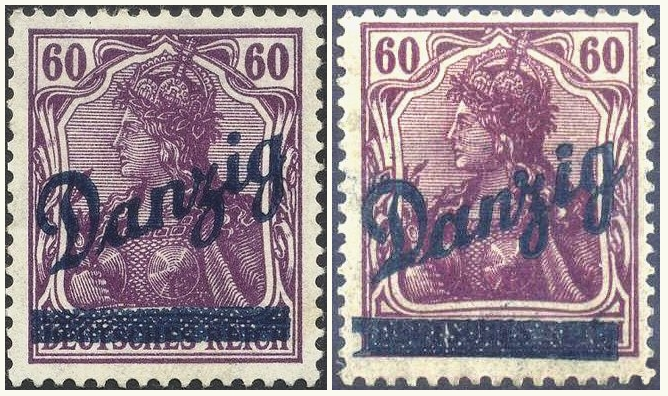
Echte Aufdruckmarke (links) im Vergleich zur Marke mit gefälschtem Aufdruck (rechts)

Ein sehr markante Tag in der Danziger Postgeschichte war der 30. August 1920 – an diesem Tag erschienen die Marken vom „Kleinen Innendienst“ für die lokalen Behörden. Hier wurden wiederum Schrägdrucke verausgabt, angefertigt auf Marken, die infolge Ungültigkeit zurückgegeben worden waren. Es gab eine äußerst heftige Spekulationswelle, deren Folge Gefälligkeitsentwertungen, Falschstempel und sogar Aufdruckfälschungen waren.
Es folgten der „Große Innendienst“ – auch ein Resteverbrauch mit noch heftigerer Spekulationswelle – und am 29. September 1920 die ersten Flugpostmarken.
Die am 20. August 1920 erschienenen Markenwerte wurden am 1. November 1920 nochmals mit leicht geänderter Farbe des Unterdrucks verausgabt. Auch diese Marken wurden hauptsächlich als Paketkartenfrankatur verwendet. Trotz ihres späteren Erscheinens als erste Flugpostmarken werden sie nach dem Kleinen und Großen Innendienst katalogisiert. Der Abgabemodus am Postschalter ähnelt sehr dem der späteren DDR. Belege dieser Serie zu 60 Reichspfennigen, 1 M und 2 M sind mit gewisser Vorsicht zu genießen.

#### Proklamationsmarken

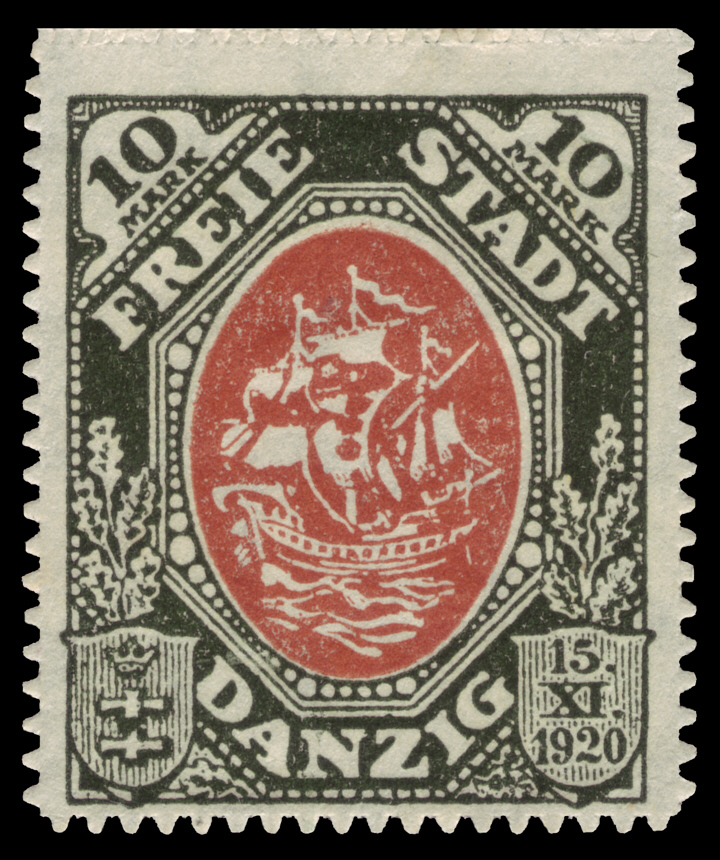
Eine Marke aus der Serie mit dem Bild einer Kogge

Der 5. Januar 1921 war der Ersttag der zunächst sägezahnartig durchstochenen „Koggeausgabe“ anlässlich der Proklamation der Freien Stadt Danzig am 15. November 1920. Diese Serie war reich an Probedrucken, von denen einige echt gestempelt sind. Des Weiteren sind Einzelmarken häufig mit Durchstichfehlern behaftet. Zu dieser Serie gab es eine Verbesserung: Die Werte zu 25, 40 und 80 Pfennig erschienen nochmals am 11. März 1921 – jedoch wie üblich gezähnt. Jetzt war eine Trennung dieser oft im Postverkehr benötigen Marken so einfach wie immer. Gleichwohl findet man die gezähnte 80 Pfennig-Marke gezähnt seltener als die durchstochene – trotz relativ hoher Auflage. Die Gründe dafür sind nicht näher bekannt.

### Luftpost
Das für das Deutsche Reich von den Alliierten ausgesprochene Flugverbot galt auch für Danzig, jedoch war es möglich, ausländische Fluglinien ab Berlin zu benutzen. Vom 1. bis zum 19. Oktober 1920 wurden die Luftpostsendungen per Bahn nach Berlin und von dort aus per Flugzeug befördert. Ab dem 20. Oktober war es möglich, Briefe mit dem Flugzeug von Danzig nach Berlin zu transportieren, dort wurden sie in die Flugzeuge der ausländischen Fluggesellschaften umgeladen. Gleichwohl existieren einige Belege aus diesem Zeitraum ab dem 20. Oktober, die in Berlin den Flugpostbestätigungsstempel erhielten und ins Deutsche Reich gerichtet sind. Witterungsverhältnisse erforderten die Einstellung jeglichen Luftpostverkehrs schon ab dem 30. Oktober 1920.
Ab dem 1. April 1921 durfte die Danziger Postverwaltung das deutsche Flugpostnetz mitbenutzen. Die erste Luftpostlinie ins Deutsche Reich verband Danzig und Berlin im Westen wie auch Königsberg im Osten. Luftpostsendungen, die am 1. April von Danzig nach Berlin befördert wurden, sind sehr selten. Ob es Luftpostsendungen in der Gegenrichtung gegeben hat, ist unklar. Am 2. April konnte die Luftpost jedenfalls nicht befördert werden, die Gründe für diesen Flugausfall sind heute unbekannt. Der letzte Gültigkeitstag dieser ersten Luftpostmarken war der 30. Juni 1922.
Am 3. Mai 1921 erschienen Flugpostdauermarken in Nennwerten, die den Flugpostzuschlägen angepasst waren: die „Serie II“. Ausgerechnet an deren Erscheinungstag gab es einen Flugausfall – dokumentiert durch den Flugausfallstempel von Berlin. Kurze Zeit später erschien zu den Nennwerten von 40 Pfennig bis 5 M noch ein Ergänzungswert im Nennwert von 10 M.
Ab ca. Mitte Mai 1921 gab es viele Satzbriefe. Im Postamt Danzig 1 kam auch ein neuer ovaler Luftpoststempel zum Einsatz am Ersttag.

### Inflation und Einführung der Gulden-Währung
Trotz Inflation ließ sich das postalische Niveau – sprich PORTO – noch einigermaßen durchhalten. Aber ab spätestens 1922 zeigte sich, dass man doch größere Portoanpassungen vornehmen musste.

Postkarte um 1922

Am 31. Oktober 1923 erschienen die neuen Marken in der neuen Währung: Der Danziger Gulden zu 100 Guldenpfennige ersetzte die bisherige deutsche Währung. Er war an die britische Währung, das Pfund Sterling (£), gekoppelt: 25 Gulden entsprachen 1 £. Daher auch die Ausprägung von 25 Gulden-Münzen in Gold in Berlin, die dort bei der Reichsbank eingelagert wurden – als der materielle Gegenwert.

### Die polnische Post in Danzig

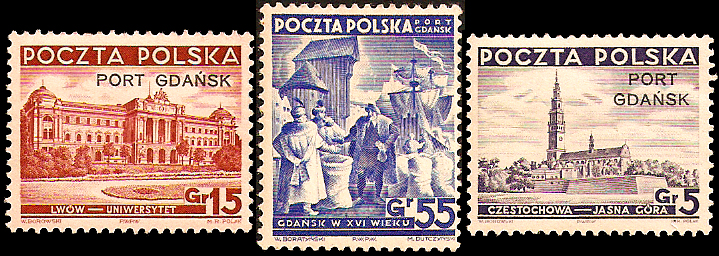
Briefmarken der polnischen Post in Danzig bis 1939

Polen war zugestanden worden, zur Postversorgung im Danziger Hafen einen eigenen Postdienst einzurichten. Am 5. Januar 1925 wurden im gesamten Stadtgebiet zehn polnische Briefkästen aufgehängt, und polnische Postbedienstete nahmen in Danzig ihre Briefzustellungen vor. Es entspann sich über die Zulässigkeit dieser Maßnahmen ein längerer Streit zwischen den Danziger und polnischen Behörden. Der daraufhin angerufene Völkerbundsrat traf auf Grundlage des Gutachtens des Ständigen Internationalen Gerichtshofs vom 11. Mai 1925 die Entscheidung, dass in einem näher umgrenzten Gebiet, das den Hafen und die gesamte Danziger Innenstadt umfasste, polnische Postkästen aufgehängt bleiben durften, nicht aber in den äußeren Stadtbezirken. Diese Briefkästen wurden jedoch absichtlich an Gebäuden aufgehängt, die sich im Eigentum von Polen befanden. So konnte kein Danziger bzw. Deutscher legal etwas dagegen unternehmen. Gemacht wurde trotzdem etwas: Man bemalte diese roten Briefkästen mit schwarzer und weißer Farbe und erhielt somit die Farbkombination des alten Kaiserreiches.
Die polnische Post in Danzig verwendete anfangs nur polnische Briefmarken mit dem Aufdruck „PORT GDAŃSK“. Aber schon mit Aufnahme des Luftpostdienstes seitens Polen verwendete man rein polnische Briefmarken – dies wurde trotz Protests erweitert mit höheren Nennwerten wie 1 Złoty und den in Polen gebräuchlichen Portomarken.
Am 1. September 1939, ab 4.45 Uhr, kam es zum Gefecht um das polnische Postamt in Danzig, gleichzeitig mit dem Angriff des Kriegsschiffes Schleswig-Holstein auf die ebenfalls polnisch besetzte Westerplatte. Die Belagerung der polnischen Post in Danzig wird im Roman "Die Blechtrommel" von Günter Grass literarisch sowie im gleichnamigen Film dargestellt.

## Postgeschichte 1939 bis März 1945
Schon am 1. September 1939 war eine Zensurstelle aktiv: Sie benutzte einen Rechteckstempel in roter Farbe mit Inschrift „Prüfstelle Danzig I“.
Auch nach der Bildung des „Danziger Kessels“ am 23./24. Februar 1945 gab es noch die Möglichkeit zur rascheren Postbeförderung ins Restreich als die Schiffspost: Die Beförderung per Luftpost unter Hinzuklebung einer 5-Reichspfennig-Marke für die Luftpostgebühr. Das war nicht nur Feldpostteilnehmern möglich, sondern auch der Zivilbevölkerung. Am 18. März 1945 startete der letzte Flug nach Berlin vom Flugplatz Danzig-Langfuhr.

## Postgeschichte ab März 1945
Nach den Kämpfen um die Stadt Danzig war das „Postamt 5“ am Bahnhof fast unbeschädigt geblieben, das schnellstmöglich von polnischen Exilkräften provisorisch in Betrieb genommen wurde. Die Vorhut der polnischen Postverwaltung traf am 30. März 1945 ein und übernahm das Postamt am
5. April von der sowjetischen Militärverwaltung. Erste Postsendungen trafen am 17. April ein, sie wurden von zwei Postboten mit Fahrrädern von Praust gebracht. Die gleichen Postboten nahmen am nächsten Tag die ersten Sendungen des Postamts, welches bis heute als Postamt „Gdańsk 2“ besteht, für das Postamt Tczew 2 auf ihrem Rückweg mit.
Am 18. April 1945 wurde die Passagierfluglinie Warszawa – Olsztyn – Gdańsk eröffnet. Am 20. April 1945 beförderte sie die ersten Briefsendungen aus Warschau per Luftpost und am selben Tag gingen die ersten Sendungen nach Warschau ab. Die erste Bahnpost gelangte am 1. Mai 1945 aus Bydgoszcz in die Stadt und am selben Tag wurde die Verbindung mit Gdynia wiederhergestellt. In einigen Postämtern wurden zurückgelassene deutsche Tagesstempel und Dienstsiegel weiterhin verwendet, solange noch keine polnischen Stempel zur Verfügung standen.